# Pfarrkirche Fallbach

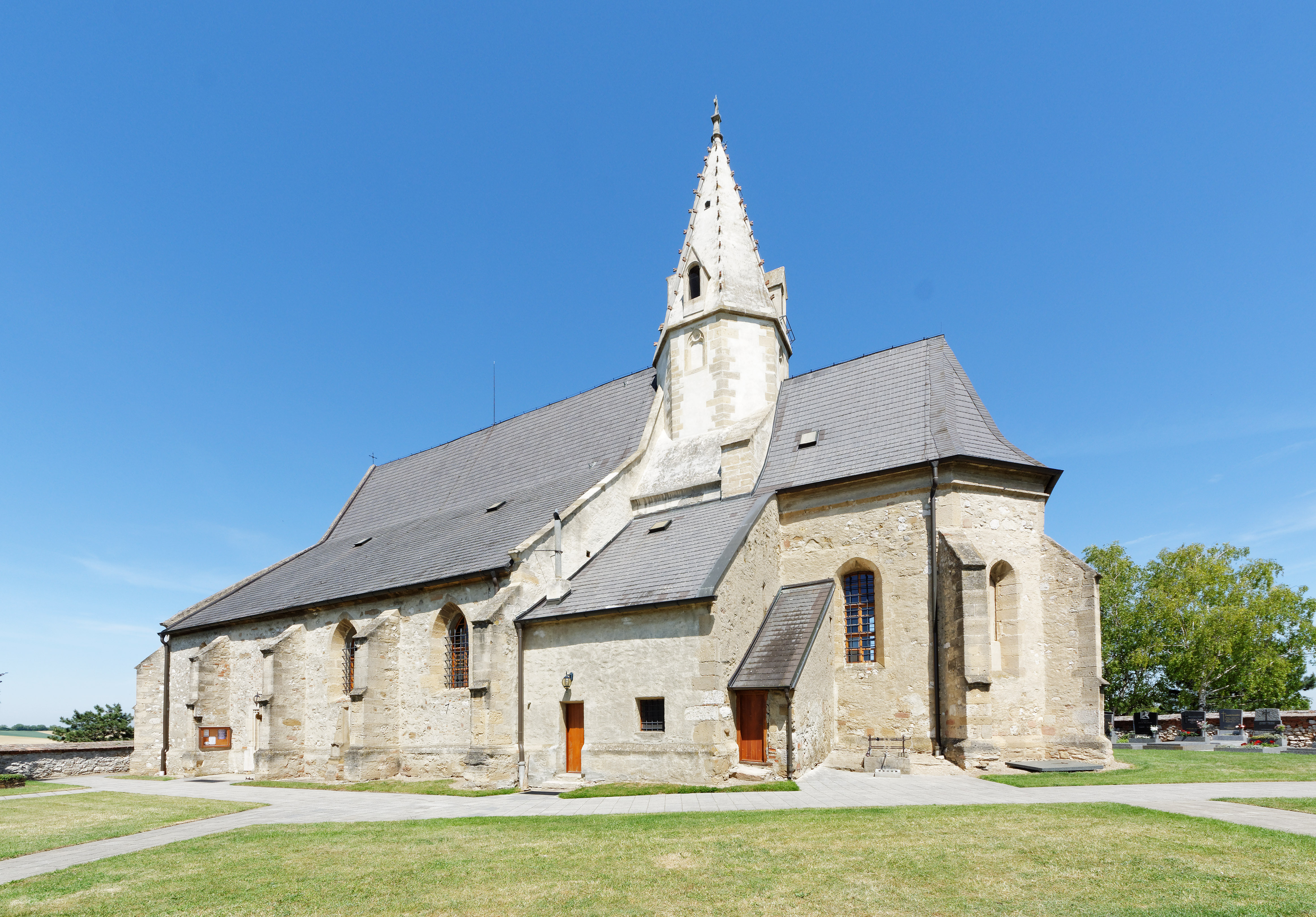
Katholische Pfarrkirche hl. Lambert in Fallbach

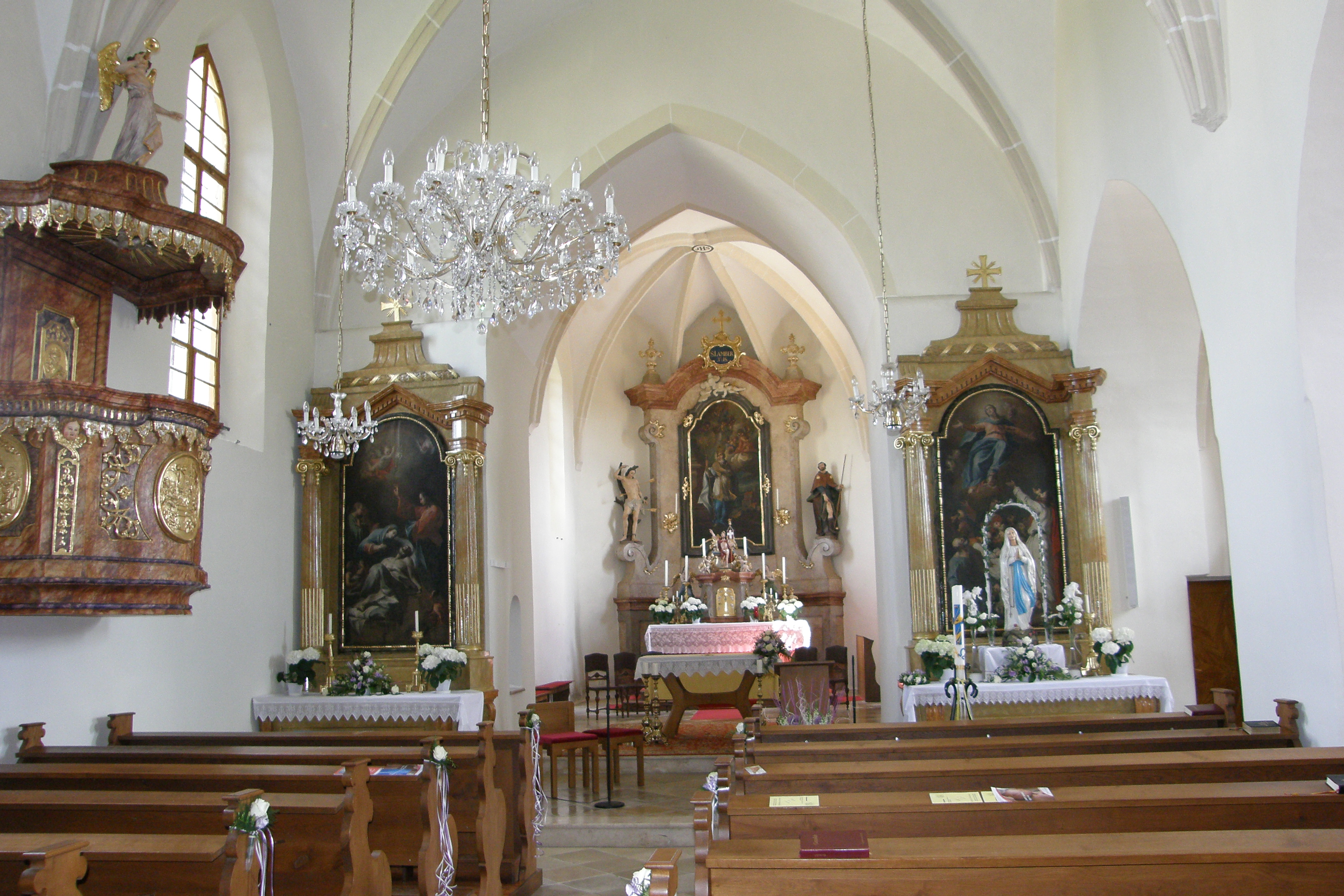
Langhaus, Blick zum Chor

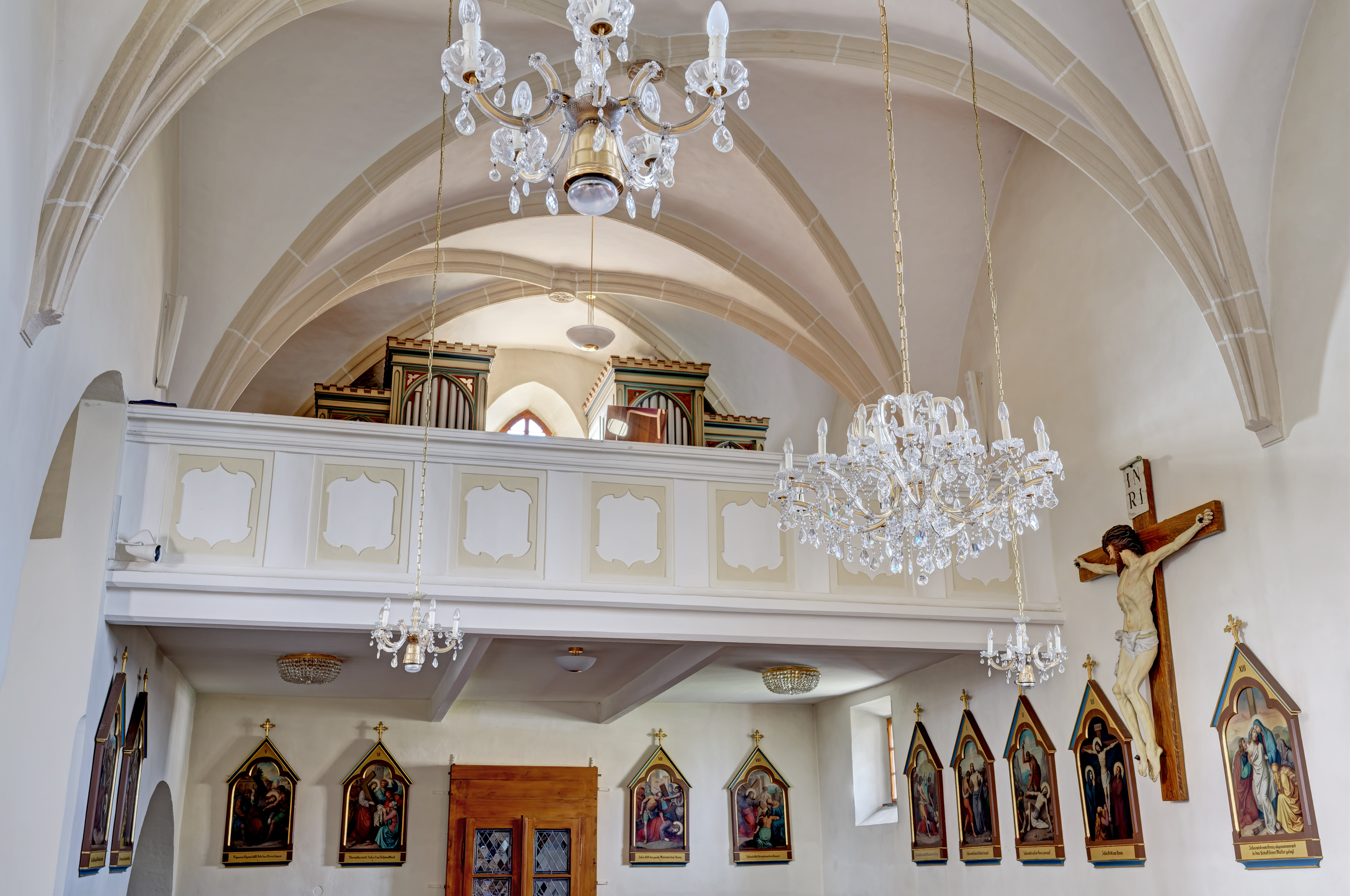
Orgel

Die Pfarrkirche Fallbach steht abseits im Nordosten des Ortes auf einer ehemaligen Hausberganlage in der Gemeinde Fallbach im Bezirk Mistelbach in Niederösterreich. Die dem Patrozinium hl. Lambert unterstellte römisch-katholische Pfarrkirche gehört zum Dekanat Laa-Gaubitsch im Vikariat Unter dem Manhartsberg in der Erzdiözese Wien. Die Kirche steht unter Denkmalschutz (Listeneintrag).

## Geschichte
Urkundlich wurde 1147 eine Pfarre genannt, ab 1297 herabgestuft als Filiale der Pfarrkirche Laa an der Thaya, mit 1782 wieder als Pfarrkirche.

## Architektur
Der spätgotische Kirchenbau mit einem Turm zwischen Langhaus und Chor ist von einem Friedhof mit einer wehrhaften Ummauerung umgeben.
Der eingezogene Chor aus dem Ende des 14. Jahrhunderts zeigt sich mit unverputztem Bruchsteinmauerwerk. Das Langhaus mit einem südlichen Seitenschiff unter einem hohen Satteldach entstand im Anfang des 15. Jahrhunderts. Die Kirche hat eine durchgehende Sockelzone und einfach abgetreppte Strebepfeiler an den Ecken und zwischen Haupt- und Seitenschiff.

## Ausstattung
Der Hochaltar mit einem stuckmarmornen Aufbau mit einem bekrönenden Giebel zeigt das Hochaltarbild hl. Lambert gemalt von Matthäus Herzinger 1763.
Die Orgel baute Johann M. Kauffmann 1895. Eine Glocke nennt 1425. Eine Glocke aus dem 15. Jahrhundert nennt Michael Anthofer.